# Botola 2019-20
La Botola 2019-20 fue la 64.a edición de la Liga de Fútbol de Marruecos. En dicha temporada, participaron dieciséis equipos, los catorce mejores de la pasada, más dos provenientes de la segunda división. El campeón defensor fue Wydad Casablanca.
El torneo se disputó mediante el sistema de todos contra todos, donde cada equipo jugó contra los demás dos veces, una como local, y otra como visitante. Cada equipo recibió tres puntos por partido ganado, un punto en caso de empate, y ninguno si perdió.
En esta edición, el campeón y subcampeón obtuvieron un lugar en la Liga de Campeones de la CAF. El tercer equipo clasificó a la Copa Confederación de la CAF y el cuarto clasificó a la Copa de Clubes del Mundo Árabe.
La temporada comenzó el 14 de septiembre de 2019 y estaba previsto que finalizara el 1 de julio de 2020. Sin embargo, la temporada se suspendió en marzo de 2020 debido a la pandemia de COVID-19 en Marruecos, luego se reanudó en julio y finalizó el 11 de octubre de 2020.
Los equipos que queden ubicados en las últimas dos posiciones descendieron automáticamente a la segunda división.

## Ascensos y descensos
Un total de 16 equipos disputan la liga, los clubes Kawkab de Marrakech y Chabab Rif Al Hoceima descendidos la temporada anterior son reemplazados para este torneo por el campeón y subcampeón de la Botola 2, el RCA Zemamra y el Raja Beni Mellal respectivamente.
| Pos. | Descendidos de la Botola 2018-19 |
| ---- | -------------------------------- |
| 15.º | Kawkab de Marrakech              |
| 16.º | Chabab Rif Al Hoceima            |

| Pos. | Ascendidos de la Botola 2 2018-19 |
| ---- | --------------------------------- |
| 1.º  | RCA Zemamra                       |
| 2.º  | Raja Beni Mellal                  |

## Equipos temporada 2019-20
| Club                   | Ciudad     | Estadio                        | Capacidad |
| ---------------------- | ---------- | ------------------------------ | --------- |
| Difaa El Jadida        | El-Yadida  | Estadio El Abdi                | 15,000    |
| FAR Rabat              | Rabat      | Estadio Moulay Abdellah        | 52,000    |
| Fath Union Sport       | Rabat      | Stade de FUS                   | 20,000    |
| Hassania Agadir        | Agadir     | Estadio de Agadir              | 45,480    |
| Ittihad Tanger         | Tánger     | Estadio de Tánger              | 45,000    |
| Mogreb Atlético Tetuán | Tetuán     | Stade Saniat Rmel              | 15,000    |
| Mouloudia d'Oujda      | Uchda      | Stade d'Honneur                | 30,000    |
| Olympic Safi           | Safí       | Estadio El Massira             | 15,000    |
| Olympique Khouribga    | Juribga    | Complexe OCP                   | 10,000    |
| Raja Beni Melal        | Beni Melal | Estadio de Honor Beni Melal    | 15,000    |
| Raja Casablanca        | Casablanca | Estadio Mohammed V             | 67,000    |
| Rapide Oued Zem        | Oued Zem   | Estadio Municipal de Oued Zem  | 3,000     |
| RCA Zemamra            | Zemamra    | Estadio Municipal de Zemamra   | 2,500     |
| RSB Berkane            | Berkan     | Estadio Municipal de Berkane   | 15,000    |
| Wydad Casablanca       | Casablanca | Estadio Mohammed V             | 67,000    |
| Youssoufia Berrechid   | Berrechid  | Estadio Municipal de Berrechid | 5,000     |

Fuente: Soccerway.com

### Tabla de posiciones
| Pos. | Equipo                  | Pts. | PJ | G  | E  | P  | GF | GC | Dif. | Clasificación o descenso 2020-21 |
| ---- | ----------------------- | ---- | -- | -- | -- | -- | -- | -- | ---- | -------------------------------- |
| 1    | Raja Casablanca (C)     | 60   | 30 | 17 | 9  | 4  | 43 | 23 | +20  | Liga de Campeones de la CAF      |
| 2    | Wydad Casablanca        | 59   | 30 | 17 | 8  | 5  | 52 | 28 | +24  | Liga de Campeones de la CAF      |
| 3    | RSB Berkane             | 57   | 30 | 15 | 12 | 3  | 35 | 23 | +12  | Copa Confederación de la CAF     |
| 4    | FUS Rabat               | 49   | 30 | 13 | 10 | 7  | 39 | 30 | +9   | Copa de Campeones Árabes         |
| 5    | Mouloudia d'Oujda       | 48   | 30 | 12 | 12 | 6  | 35 | 28 | +7   | Copa de Campeones Árabes         |
| 6    | FAR Rabat               | 45   | 30 | 12 | 9  | 9  | 45 | 34 | +11  |                                  |
| 7    | Moghreb Tétouan         | 40   | 30 | 10 | 10 | 10 | 30 | 27 | +3   |                                  |
| 8    | Hassania Agadir         | 36   | 30 | 9  | 9  | 12 | 34 | 38 | −4   |                                  |
| 9    | Rapide Oued Zem         | 36   | 30 | 9  | 9  | 12 | 30 | 30 | 0    |                                  |
| 10   | Youssoufia Berrechid    | 36   | 30 | 10 | 6  | 14 | 33 | 44 | −11  |                                  |
| 11   | Difaâ El Jadidi         | 35   | 30 | 8  | 11 | 11 | 26 | 28 | −2   |                                  |
| 12   | RCA Zemamra             | 34   | 30 | 8  | 10 | 12 | 40 | 41 | −1   |                                  |
| 13   | Olympic Safi            | 33   | 30 | 6  | 15 | 9  | 25 | 34 | −9   |                                  |
| 14   | IR Tanger               | 32   | 30 | 7  | 11 | 12 | 20 | 36 | −16  |                                  |
| 15   | Olympique Khouribga (D) | 28   | 30 | 6  | 10 | 14 | 24 | 38 | −14  | Segunda División                 |
| 16   | Raja Beni Mellal (D)    | 12   | 30 | 1  | 9  | 20 | 13 | 42 | −29  | Segunda División                 |

 Fuente: FRMF.ma
Criterios de clasificación: Puntos · Enfrentamientos directos · Diferencia de goles · Goles a favor · Puntos fair-play · Play-off.
|                                     |
| Bandera de Marruecos                |
| Campeón Raja Casablanca 12.º título |

## Goleadores
- Actualizado al 11 de octubre de 2020
| Rank | Player                | Club                | Goles |
| ---- | --------------------- | ------------------- | ----- |
| 1    | Brahim El Bahraoui    | Rapide Oued Zem     | 16    |
| 2    | Noah Sadaoui          | Mouloudia d'Oujda   | 12    |
| 2    | Karim El Berkaoui     | Hassania Agadir     | 12    |
| 4    | Joseph Guédé Gnadou   | FAR Rabat           | 10    |
| 4    | Soufiane Rahimi       | Raja Casablanca     | 10    |
| 4    | Reda El Hajhouj       | Olympique Khouribga | 10    |
| 4    | Mohamed Aziz          | RS Berkane          | 10    |
| 4    | Abdessamad El Mobarky | RCA Zemamra         | 10    |
| 9    | Hamid Ahadad          | Raja Casablanca     | 8     |
| 9    | Jean Joseph Kombous   | FUS de Rabat        | 8     |